# 林肯大學 (加利福尼亞州)
37°48′17.26″N 122°16′10.49″W / 37.8047944°N 122.2695806°W
林肯大學（Lincoln University）是位於美國加利福尼亞州奧克蘭市中心的一所小型私立大學，1926年。其主要課程是企業管理，大學的名稱這是為了紀念美國前總統亞伯拉罕·林肯。
該大學原址位於舊金山，1961年在加州聖何塞開設分校區，主攻法律，但1993年此校區獨立，形成了現在的聖何塞林肯法學院。1999年12月大學搬至奧克蘭。